# Богденешть (Могош, Алба)
Богденешть, Богденешті (рум. Bogdănești) — село у повіті Алба в Румунії. Входить до складу комуни Могош.
Село розташоване на відстані 297 км на північний захід від Бухареста, 29 км на північний захід від Алба-Юлії, 57 км на південь від Клуж-Напоки.

## Населення
За даними перепису населення 2002 року у селі проживали 17 осіб, усі — румуни. Усі жителі села рідною мовою назвали румунську.